# زنی در خانه آن‌سوی خیابان با دختری پشت پنجره
زنی در خانه آن‌سوی خیابان با دختری پشت پنجره (به انگلیسی: The Woman in the House Across the Street from the Girl in the Window) (با نام اصلی زنی در خانه (به انگلیسی: The Woman in the House)) یک مینی سریال آمریکایی است که توسط ریچل رامراس، هیو دیویدسون و لری دورف ساخته شده‌است. کریستن بل، مایکل ایلی، تام رایلی، مری هالند، کامرون بریتون و سامسارا یت در این سریال بازی می‌کنند که دارای عناصری از ژانرهای کمدی سیاه و هیجان‌انگیز است، اما در اصل یک پارودی از فیلم‌های هیجان‌انگیز روان‌شناختی معمایی است. این مجموعه هشت قسمتی کمتر از چهار ساعت طول می‌کشد و در ۲۸ ژانویه ۲۰۲۲ از نتفلیکس منتشر شد و نقدهای متفاوتی از منتقدان دریافت کرد، در حالی که عملکرد و بازی بل مورد تحسین قرار گرفت.

## داستان
زنی دلشکسته به نام آنا (کریستن بل) مطمئن نیست که آیا شاهد یک قتل بوده یا خیر. او الکل را با داروهای تجویز شده توسط درمانگرش مخلوط می‌کند، توهمات مکرر دارد و از ترس فلج کننده از باران «امبروفوبیا» رنج می‌برد. آنا توسط اعضای جامعه خود، از جمله همسایگان جدیدش طرد می‌شود و پلیس به آن برچسب «دیوانه» می‌زند. صرف نظر از اینکه آیا قتلی را دیده یا نه، آنا این کار را به عهده می‌گیرد تا حقیقت را بیابد.

## بازیگران و شخصیت‌ها

### اصلی
- کریستن بل در نقش آنا، نقاشی که برای سوگواری درگذشت دختر هشت ساله‌اش، از زندگی حرفه‌ای خود[۲] فاصله می‌گیرد، تراژدی که ازدواج او را نیز شکست.[۳] او از ترس باران رنج می‌برد و به‌طور مکرر بطری‌های کامل شراب را با داروهای مختلف خود می‌نوشد و در نتیجه توهمات واضحی ایجاد می‌کند.[۴][۵] او مرغ می‌پزد و کتاب‌هایی با عناوینی مانند زن در آن سوی دریاچه و دختری در کشتی را می‌خواند.[۶][۷][۸]
- مایکل ایلی در نقش داگلاس، شوهر سابق آنا، روان‌پزشک قانونی و نمایه گر اف‌بی‌آی متخصص در قاتلان زنجیره ای[۳]
- تام رایلی در نقش نیل، همسایه بیوه آنا
- مری هالند در نقش اسلون، دوست حامی آنا، صاحب گالری هنری محلی
- کامرون بریتون در نقش بوئل، یک دست‌کار صمیمی اما ساده‌اندیش که سال‌ها تلاش می‌کند صندوق پستی آنا را تعمیر کند. او اولین بیمار داگلاس بود که تمام خانواده اش را با چکش پنجه ای کشت. داگلاس پس از پایان درمانش، او را استخدام می‌کند.[۹][۱۰]
- سامسارا یت در نقش اما، دختر نه ساله نیل[۱۱][۱۲]

### مکرر
- برندا کو در نقش کارول، همسایه قضاوت کننده آنا[۱۳]
- شلی هنیگ در نقش لیزا، دوست دختر نیل که آنا معتقد است به قتل رسیده‌است.[۱۴] بعداً مشخص شد که نام اصلی او چستیتی لینکوس است.[۱۵]
- کریستینا آنتونی در نقش کارآگاه لین
- بنجامین لوی آگیلار در نقش رکس، یک رقصنده[۱۶]

علاوه بر این، آپی پرت در نقش الیزابت، دختر ۸ ساله آنا که در سال ۲۰۱۸ درگذشت، برندان جنینگز در نقش قتل مساکار مایک، یک قاتل سریالی آدمخوار که الیزابت را به قتل رساند، ظاهر می‌شود، جانینا گاوانکار در نقش مردیت، همسر نیل که مرده‌است. چند ماه قبل از نقل مکان در مقابل آنا، نیتیا ویدیاساگار در نقش هیلاری، خواهر مردیت، نیکول پولیام در نقش کلر، همکار داگلاس، و لیندون اسمیت در نقش خانم پاتریک، معلم مقتول. جیم رش و گلن کلوز به ترتیب نقش‌های کوتاهی در قسمت آخر به عنوان مهماندار و زنی در صندلی 2A در پرواز دارند.